# 레베카 하렐 티켈

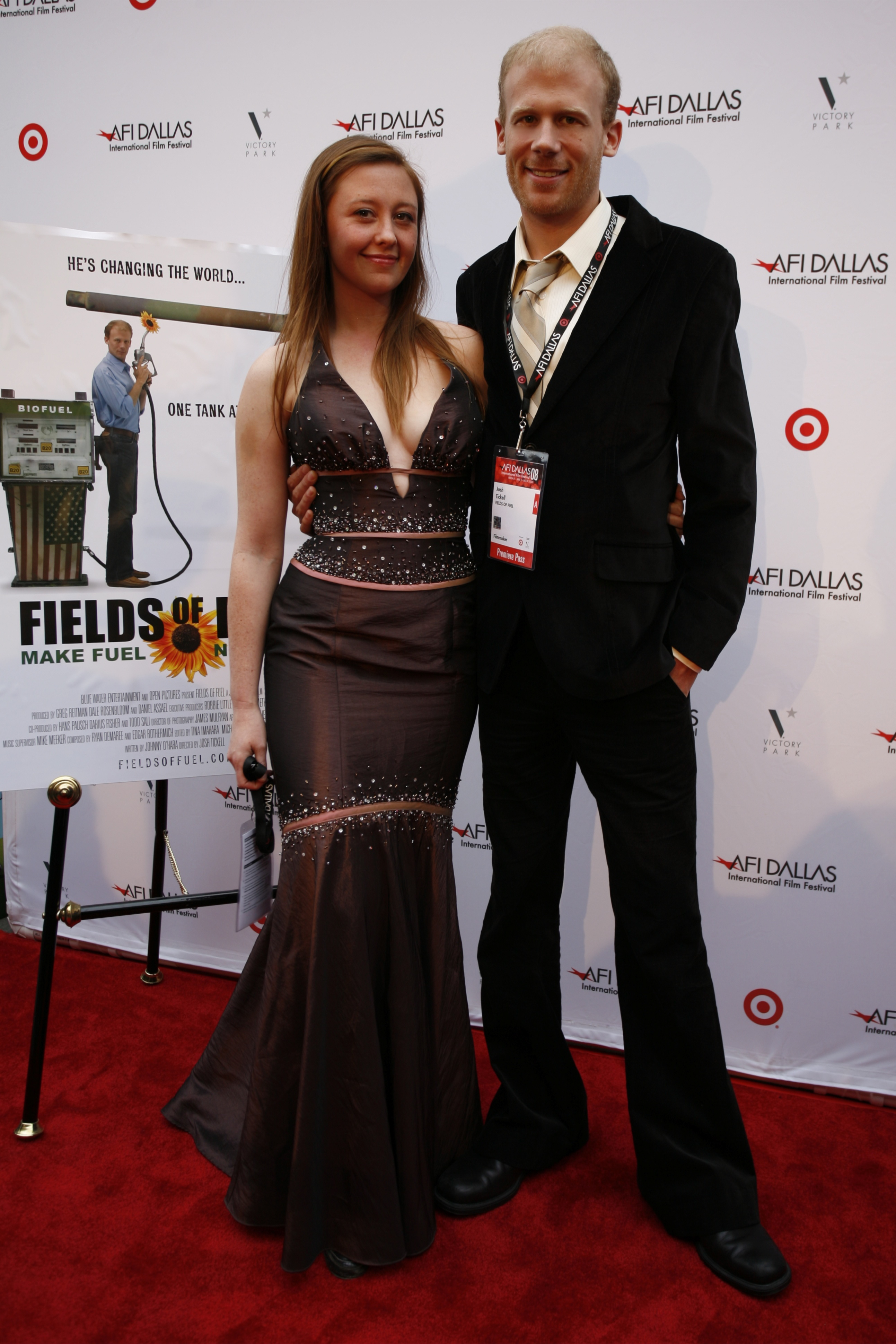

레베카 하렐 티켈(Rebecca Harrell Tickell, 1980년 3월 2일 ~ )은 미국의 배우, 영화배우이다.

## 영화
- 키스 더 그라운드 (2020년)
- 굿 포춘 (2016년)
- 펌프! (2014년)
- 더 빅 픽스 (2012년)